# 바로스 타르델리
타르델리 바후스 마샤두 레이스(포르투갈어:  Tardeli Barros Machado Reis, 1990년 3월 22일 ~ )는 브라질의 축구 선수로, 포지션은 공격수이다. 현재 타이 리그 1의 포트 FC 소속이다. K리그 등록명은 타르델리였다.